# Długobórz Pierwszy
Długobórz Pierwszy – zniesiona nazwa wsi w Polsce położonej w województwie podlaskim, w powiecie zambrowskim, w gminie Zambrów
Dawniej Długobórz Szlachecki.
Nazwy Długobórz Drugi oraz Długobórz Pierwszy zniesiono 1 stycznia 2018 roku, tworząc jednocześnie nazwę Długobórz obejmującą poprzednie miejscowości.

## Historia
Wieś szlachecka położona była w drugiej połowie XVI wieku w powiecie zambrowskim ziemi łomżyńskiej. W latach 1921–1939 wieś leżała w województwie białostockim, w powiecie łomżyńskim, w gminie Długobórz.
Według Powszechnego Spisu Ludności z 1921 roku wieś zamieszkiwały 164 osoby w 25 budynkach mieszkalnych. Miejscowość należała do parafii rzymskokatolickiej w Zambrowie. Podlegała pod Sąd Grodzki w Zambrowie i Okręgowy w Łomży; właściwy urząd pocztowy mieścił się w Zambrowie.
W wyniku napaści ZSRR na Polskę we wrześniu 1939 miejscowość znalazła się pod okupacją sowiecką. Od czerwca 1941 roku pod okupacją niemiecką. Od 22 lipca 1941 r.  do wyzwolenia włączona w skład okręgu białostockiego III Rzeszy.
W latach 1975–1998 miejscowość administracyjnie należała do województwa łomżyńskiego.